# Počúvadlo
Počúvadlo é um município da Eslováquia, situado no distrito de Banská Štiavnica, na região de Banská Bystrica. Tem 15,51 km² de área e sua população em 2018 foi estimada em 93 habitantes.

## Demografia
| Ano:        | 1994 | 2004    | 2014    | 2024    |
| ----------- | ---- | ------- | ------- | ------- |
| Broj ljudi: | 147  | 123     | 95      | 85      |
| Razlika:    |      | -16,32% | -22,76% | -10,52% |

| Ano:               | 2023 | 2024   |
| ------------------ | ---- | ------ |
| Número de pessoas: | 84   | 85     |
| Diferença:         |      | +1,19% |